# Change (film)
Change (originaltitel: Aju Teukbyeolhan Byeonshin) är en amerikansk och koreansk svartvit dramathriller från 1994 som är inspelad i New York. Manuset är skrivet av Jae-hong Jo, Sara Lim och Hye-yeong Yeo och musiken är gjord av Seong-Kyu Hong.

## Handling
Filmen handlar om kvinnan Ye-jin som börjar arbeta för en affärsman som hon sedermera gifter sig med. Hon påbörjar dock en romantisk affär med en advokat och inte långt därefter hittas hennes mas mördad och Ye-jin blir huvudmisstänkt.

## Rollista (i urval)
- Tony Devon
- Hye-yeong Lee
- Chang-min Son
- Seung-gi Hong
- David Scott Klein
- Alethea Allen
- Joe Finfera
- Chadwick Brown
- James E. Fischer